# Lockheed Martin RQ-170 Sentinel
RQ-170 Sentinel (англ. sentinel — наблюдатель, часовой) — американский беспилотный летательный аппарат (БПЛА) типа летающее крыло, созданный с применением технологии Стелс. Буква «R» в названии аппарата означает, что он предназначен для разведки (R — Reconnaissance), а «Q» означает «беспилотный аппарат».

## История
БПЛА разработан Skunk works — подразделением компании Lockheed Martin. 

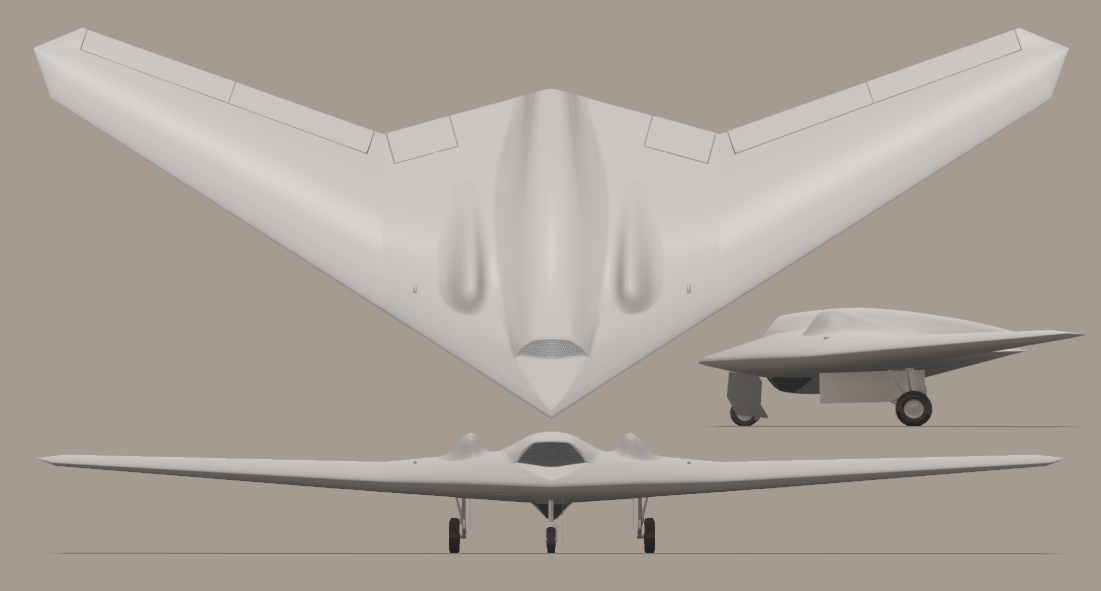
Три проекции RQ-170

4 декабря 2009 г. ВВС США подтвердили существование нового разведывательного БПЛА.
RQ-170 Sentinel — секретная разработка, основные его технические характеристики до сих пор неизвестны. Известно лишь, что эти БПЛА сложнее устроены и менее заметны в различных диапазонах волн, благодаря особому неметаллическому покрытию, по сравнению с более известными БПЛА «Predator».
Открытой информации об аппарате мало, известно, что сенсорные датчики встроены в крыло, размах которого около 12 метров.

## Эксплуатация
- ВВС США — более 10 единиц по состоянию на 2018 год[4]
  - Air Combat Command
    - Испытательный полигон Мопона, штат Невада
      - 30-я разведывательная эскадрилья ВВС США

## Применение
- Впервые RQ-170 был замечен на афганской базе в Кандагаре в 2007 году. Аппараты использовались, среди прочего, для наблюдения за убежищем Усамы бен Ладена в Абботтабаде до и во время операции американского спецназа по ликвидации лидера «Аль-Каиды»[5].

### Инцидент в Иране
4 декабря 2011 года один RQ-170 Sentinel пропал в западной части Афганистана. По данным Пентагона, с аппаратом была потеряна связь, причины чего на момент сообщения были не выяснены. По заявлениям иранских властей, аппарат был сбит над горами. Спустя некоторое время в прессе появились слухи, что американский БПЛА был перехвачен средствами радиоэлектронной борьбы, поставленными в Иран Россией. По словам иранских военных, дрон удалось посадить за счёт подмены сигнала GPS (GPS — спуфинга), предварительно заглушив канал связи дрона с оператором и подменив координаты аэропорта базирования дрона в Афганистане на координаты взлётной полосы в северо-восточном Иране, но из-за некоторых несоответствий ложной взлётно-посадочной полосы, дрон повредил шасси при вынужденной посадке. Дрон был запрограммирован на автоматический возврат в аэропорт базирования при потере сигнала связи с оператором.
9 декабря 2011 года по иранскому телевидению были показаны кадры RQ-170 Sentinel, без видимых повреждений, хотя, возможно, что крылья были сняты для транспортировки, а затем снова присоединены. Шасси было прикрыто плакатами, что дало повод экспертам усомниться в подлинности дрона. На плакате из американского флага с черепами, которым было прикрыто шасси, иранцы поместили надпись на фарси: «Мы растоптали Америку». Официальные лица США признали, что это скорее всего тот самый беспилотник, но представители Пентагона отказались от комментариев. По словам американских экспертов, иранским военным вряд ли удастся получить какую-либо секретную информацию из этого БПЛА, хотя есть опасения, что Иран может передать его для изучения в Россию или Китай.
12 декабря 2011 года американский президент Барак Обама обратился к властям Ирана с просьбой вернуть машину, но представитель иранского Министерства иностранных дел заявил об отказе. Тогда же Иран сообщил о планах создать собственный аналог американского БПЛА, скопировав аппарат и начав его серийное производство, отдельно подчеркнув что иранская разработка будет превосходить лётно-техническими параметрами оригинальный образец.
В апреле 2012 года руководитель аэрокосмического подразделения Корпуса стражей исламской революции генерал Амир Али Хаджизаде заявил о том, что иранские специалисты полностью изучили конструкцию беспилотника и приступили к созданию точной копии, но министр обороны США Леон Панетта поставил под сомнение эту новость.
В 2013 году Иран опубликовал расшифрованные видеозаписи с камеры захваченного RQ-170, а также видео о том, как при помощи вертолёта дрон был доставлен с места вынужденной посадки в Иране.
В 2014 и 2016 годах иранские военные представили две свои «копии» этого БПЛА, назвав их «Shahed 171» (разведывательный дрон, видео полёта показано в 2014 году) и «Saegeh» (с поршневым двигателем и пропеллером, с четырьмя управляемыми боеприпасами с лазерным наведением), представленный в 2016 году.